# Greenfield (Wisconsin)
Greenfield es una ciudad ubicada en el condado de Milwaukee en el estado estadounidense de Wisconsin. En el Censo de 2010 tenía una población de 36.720 habitantes y una densidad poblacional de 1.231,13 personas por km².

## Geografía
Greenfield se encuentra ubicada en las coordenadas 42°57′38″N 88°0′20″O / 42.96056, -88.00556. Según la Oficina del Censo de los Estados Unidos, Greenfield tiene una superficie total de 29.83 km², de la cual 29.81 km² corresponden a tierra firme y (0.05%) 0.02 km² es agua.

## Demografía
Según el censo de 2010, había 36.720 personas residiendo en Greenfield. La densidad de población era de 1.231,13 hab./km². De los 36.720 habitantes, Greenfield estaba compuesto por el 88.58% blancos, el 2.33% eran afroamericanos, el 0.68% eran amerindios, el 3.88% eran asiáticos, el 0.04% eran isleños del Pacífico, el 2.23% eran de otras razas y el 2.27% pertenecían a dos o más razas. Del total de la población el 8.41% eran hispanos o latinos de cualquier raza.